# 下比涅格拉
下比涅格拉（西班牙語：Viniegra de Abajo），是西班牙拉里奥哈自治区的一个市镇。总面积66平方公里，总人口113人（2001年），人口密度2人/平方公里。